# Aurorae Chaos
Aurorae Chaos ist ein sehr ausgedehntes chaotisches Gebiet auf dem Mars. Als chaotische Gebiete werden Landschaften bezeichnet, die aus einer Ansammlung von Dutzenden oder bis zu mehreren Hundert kleinen Bergspitzen und Tafelbergen bestehen, die bisweilen über viele tausend Quadratkilometer ein wildes, unüberschaubares Muster auf der Marslandkarte bilden, eben eine chaotische Anordnung haben. Aurorae Chaos liegt nordöstlich der Stelle, wo die Täler Capri Chasma und des Eos Chasma zusammentreffen, und nimmt eine Fläche von etwa 700 mal 400 Kilometern ein. Es verbindet damit das Grabenbruchsystem der Valles Marineris mit dem Ganges Chasma.